# Кузийский заповедный массив
Кузийский заповедный массив или Кузий-Трибушанский заповедный массив (укр. Кузійський заповідний масив) — заповедный массив и часть Карпатского биосферного заповедника, расположенный на территории Раховского района Закарпатской области (Украина). 
Площадь — 4 925 га.

## История
В 1974 году был создан Кузийский ландшафтный заказник, позже вошедший в состав Карпатского биосферного заповедника как заповедный массив.

## Описание
Кузийский заповедный массив представлен двумя участками в долине реки Тиса южнее Рахова, крупнейший из которых расположен на правом берегу реки. Западная (крупнейшая) часть имеет вытянутую с севера на юг форму и включает наивысшую точку массиваː гору Лысина (1409 м); на юге и востоке ограничивается национальной дорогой Н-09 Львов—Ужгород.
На юге заповедного массива расположен ряд пещер. 

## Природа
Большую часть заповедного массива занимают буково-дубовые и буковые леса, где иногда встречаются граб, клён полевой и черешня. Из-за различных микроклиматических условий, местами встречаются смерековые (ель), буково-пихтовые и тисовые (тис ягодный) участки (дубравы).